# Ion Cuțelaba
Ion Nicolae Cuțelaba  (født 14. december 1993 i Chișinău i Moldova) er en moldovisk professionel MMA-udøver, der konkurrerer i den Light heavyweight-divisionen i Ultimate Fighting Championship (UFC). Han er i Danmark mest kendt for at have besejret Khalil Rountree Jr. den 28. september 2019 på UFC på ESPN + 18 i København.  Han vandt via TKO i første omgang. 

## Baggrund
Født og opvokset i Chișinău, begyndte Cuțelaba at træne og konkurrere i græsk-romersk brydning som teenager. Han konkurrerede derudover i Sambo og judo og blev en national mester i begge.  I 2012, repræsenterede han Moldova, og vandt de europæiske Sambo mesterskaber i 90 kg.

## MMA-karriere

### Tidlig karriere
Cuțelaba fik sin professionelle debut i april 2012 og konkurrerede primært i regionale organisationer i Østeuropa. Han opbyggede en rekord på 11-1 (1), før han skrev kontrakt med UFC i foråret 2016. 

### Ultimate Fighting Championship
Cuțelaba debuterede i UFC mod Misha Cirkunov den 18. juni 2016 på UFC Fight Night 89.  Han tabte kampen via submission i tredje omgang. 
Cuțelaba stod næsten overfor Jonathan Wilson den 1. oktober 2016 på UFC Fight Night 96. Han vandt kampen via enstemmig afgørelse. 
Cuțelaba stod næsten over for Jared Cannonier den 3. december 2016 på The Ultimate Fighter 24 Finale.  Han tabte kampen via enstemmig afgørelse.  Efterfølgende opnåede begge kæmpere Fight of the Night- prisen. 
Cuțelaba stod overfor Henrique da Silva den 11. juni 2017 på UFC Fight Night 110.  Han vandt kampen via knockout i åbningsminuttet af den første omgang. 
Han mødte Gadzhimurad Antigulov den 28. juli 2018 på UFC på Fox 30 .  Cuțelaba vandt kampen via TKO i den første omgang. 
Cuțelaba var planlagt til at møde Glover Teixeira den 19. januar 2019 på UFC på ESPN + 1,  . Den 10. januar 2019 blev Cutelaba imidlertid trukket ud af kampen på grund af en skade.  De blev planlagt til at mødes på UFC Fight Night: Jacaré vs. Hermansson den 27. april 2019.  Cuțelaba tabte via en rear-naked-choke submission 3:37 i anden omgang. 
Cuțelaba mødte Khalil Rountree Jr. den 28. september 2019 på UFC på ESPN + 18 i København.  Han vandt via TKO i første omgang. 

## Mesterskaber og præstationer

### Blandet kampsport
- Ultimate Fighting Championship
  - Fight of the Night (1 gang) vs. Jared Cannonier

### Sambo
- Den Europæiske Combat Sambo Federation
  - Europæisk Sambo mesterskab 2012,  Guld (90 kg)